# Wielot
Wielot – wzniesienie o wysokości 139,0 m n.p.m. na Pojezierzu Drawskim, położone w woj. zachodniopomorskim, w powiecie łobeskim, w gminie Łobez. 
Ok. 1,5 km na południowy zachód od Wielota przepływa rzeka Brzeźnicka Węgorza. Ok. 2 km na południe od wzniesienia leży przysiółek Węgorsko, a dalej wieś Brzeźniak.
Nazwę Wielot wprowadzono urzędowo w 1950 roku, zastępując poprzednią niemiecką nazwę Hühnen-Berg.